# Bruto Castellani
Bruto Castellani, (Roma, 1 de diciembre de 1881-ib., 19 de enero de 1933) fue un actor italiano de la época del cine mudo, que participó en más de una treintena de películas entre 1911 y 1928. 

## Biografía
Castellani aparece principalmente en películas históricas y siempre interpreta buenos personajes, excepto en la película Ben-Hur de 1925, donde se le ve como el pirata Golthar. Inició su carrera en 1911 con los cortometrajes 'Santa Cecilia y La sposa del Nilo, interpretando el papel principal.
En 1913 forma parte del reparto de la película Quo Vadis?, en el papel de Ursus, personaje que interpretará nuevamente en la película homónima de 1924.
En 1919 formó parte del reparto deIl toro selvaggio, nuevamente en la figura de Ursus, que en este caso es el protagonista de la película. Posteriormente aparece en La Sacra Bibbia (1920), donde interpreta a Caín, Messalina (1923), donde interpreta a Tigranes, Gli ultimi giorni di Pompei (1926), como Eumolpo, Quello che non muore (1926), donde es el protagonista, y La bella corsara (1928), junto a Rina De Liguoro, donde interpreta el papel principal del corsario.
Murió de diabetes el 19 de enero de 1933 a la edad de 51 años.

## Filmografía parcial
- Santa Cecilia (1911)
- La sposa del Nilo (1911)
- Una tragedia al cinematografo (1913)
- Quo Vadis? (1913)
- Marcantonio e Cleopatra (1913)
- Gaio Giulio Cesare (1914)
- Fabiola (1918)
- Il toro selvaggio (1919)
- La Sacra Bibbia (1920)
- Ursus (1922)
- Messalina (1923)
- Quo Vadis? (1924)
- Ben-Hur (1925)
- Marco Visconti (1925)
- Quello che non muore (1926)
- Gli ultimi giorni di Pompei (1926)
- La bella corsara (1928)